# Реда, Феликс
Феликс Реда (нем. Felix Reda), урожд. Юлия Реда (нем. Julia Reda; род. 30 ноября 1986), — немецкий политик, депутат Европейского парламента от фракции «Зелёные — Европейский свободный альянс» и вице-президент этой фракции (2014—2019). В 2009—2019 годах — член Пиратской партии Германии. В 2014—2015 годах — президент общеевропейской организации Молодые пираты Европы.

## Политическая карьера
Реда в 16 лет стала членом левоцентристской Социал-демократической партии Германии. Она изучала политику и публицистику в Майнцском университете, в 2009 году стала принимать активное участие в жизни национальной Пиратской партии, а в 2010—2012 году была председателем немецкой организации Молодые пираты.В 2013 Реда стала одним из создателей общеевропейской организации Молодые пираты Европы, а в январе 2014 года возглавила список кандидатов на выборах в Европейский парламент от Пиратской партии Германии, которая впоследствии выиграла там одно место.
В Европейском парламенте Реда присоединилась к фракции Зелёные — Европейский свободный альянс, вошла в состав Комитета Европарламента по правовым вопросам и заняла пост заместителя в Комитете по вопросам внутреннего рынка и защиты прав потребителей и Комитете по рассмотрению петиций, а также представителя Руководящего комитета интергруппы по Цифровой повестке дня — форума депутатов Европарламента, заинтересованных в цифровых вопросах.

## Реформа авторского права
Реда заявила, что намерена сосредоточиться на реформе авторского права с законодательной точки зрения.
В ноябре 2014 она была назначена докладчиком Парламентского обзора Директивы об авторском праве 2001 года. В её проекте доклада, среди прочего, рекомендовалось принять меры по унификации авторского права в масштабах всего Европейского союза, сократить продолжительность его срока, допустить значительные исключения в образовательных целях и укрепить позицию авторов относительно издателей.
Реакция заинтересованных сторон была неоднозначна: немецкая художественная коалиция Initiative Urheberrecht в целом приветствовала проект, в то время как французское коллективное общество SACD заявляло, что он «неприемлем»; писатель и сторонник либерализации системы авторских прав Кори Доктороу назвал эти предложения «удивительно разумными», в то время как бывший депутат Европарламента от Пиратской партии Швеции Амелия Андерсдоттер критиковала их как слишком консервативные.
В 2015 году доклад был принят Комитетом по правовым вопросам, но с поправкой об ограничении свободы панорамы в Европе. Реда резко выступала против этого, позже поправка была отклонена пленарным заседанием Европарламента.

## Личная жизнь
В 2021 году Феликс Реда совершил каминг-аут как трансгендерный мужчина перед своими коллегами, а в январе 2022 года сообщил об этом в интервью порталу Ippen Investigativ.

## Признание
- 37 место в списке самых значимых членов Европарламента по версии политического журнала Politico (2016)[21].